# Rob Caggiano
Robert Caggiano (nacido el 7 de noviembre de 1976) es un productor estadounidense y fue guitarrista de la banda de thrash metal Anthrax. Entró a la banda en el 2001 hasta el 2005 por la gira reunión Among The Living y volvió el 2007 para finalmente dejarla en el 2013 y pasar ser el guitarrista solista del grupo danés Volbeat y también estuvo en la banda de Nü metal Boiler Room desde 1994 hasta 2001

## Carrera

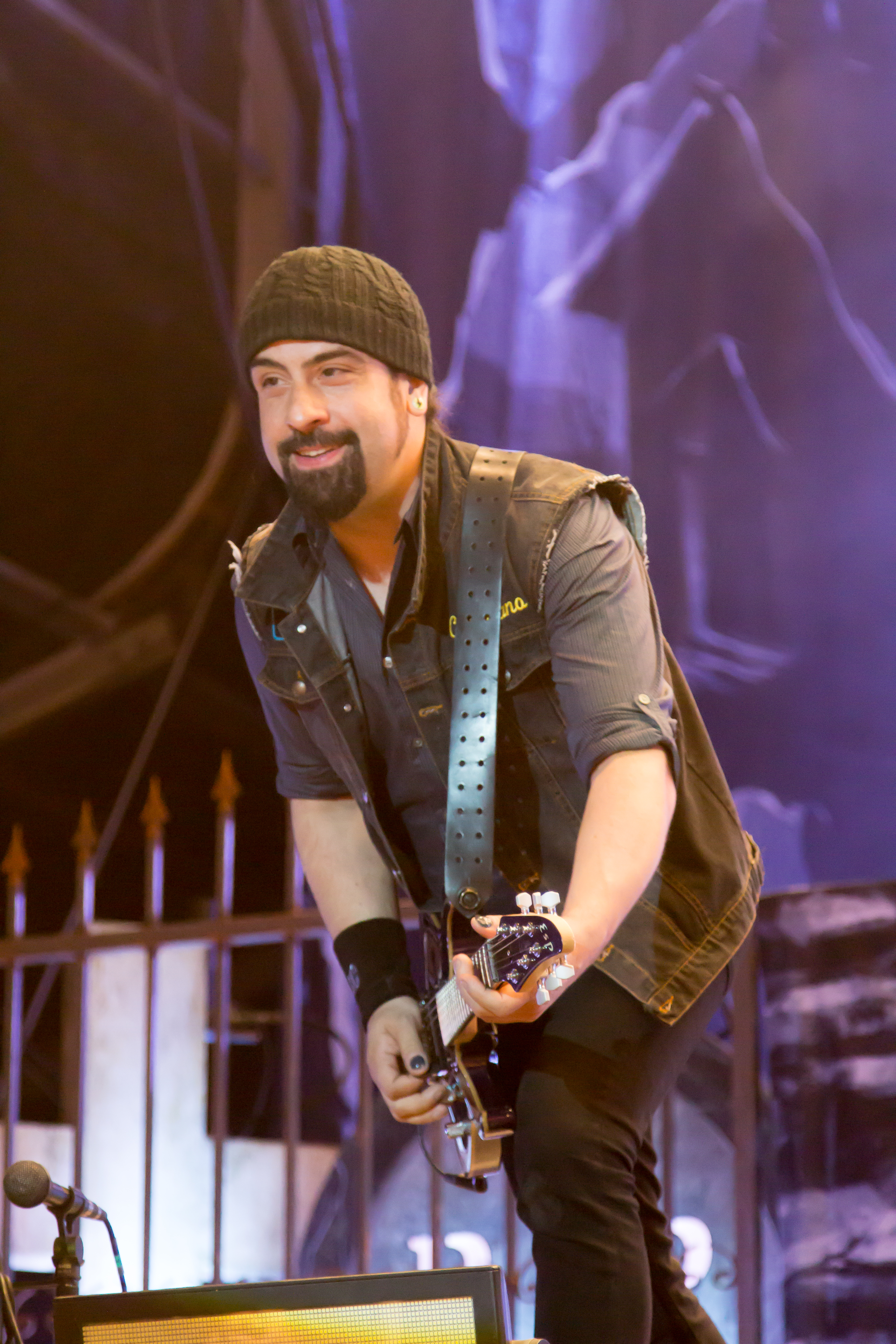
Rob Caggiano (Nova Rock 2014)

Rob Caggiano entró a Anthrax en 2001 después de que la banda estuviera 6 años sin un guitarrista líder. Al entrar a Anthrax lanzaron We've Come for You All según la crítica considerado un regreso esperado y la recopilación The Greater of Two Evils. 
Salió momentáneamente de la agrupación en 2005 cuando la banda se reunió con sus antiguos miembros Joey Belladonna y Dan Spitz y regresó en 2007 para tocar la guitarra en Worship Music que fue atrasado hasta el 2011 por la incertidumbre de quien sería vocalista, hasta que se dio el regreso de Joey Belladonna.
Ha producido álbumes para Cradle of Filth, Ill Niño, Dry Kill Logic entre otras bandas. 
Ahora se encuentra en un proyecto de una nueva banda "The Damned Things" junto a Scott Ian, Keith Buckley, Joe Trohman y Andy Hurley
El 4 de febrero de 2013, Caggiano fue anunciado como nuevo miembro de la banda danesa Volbeat, completando el lugar de segunda guitarra. Participó como productor y grabó algunos solos para el quinto álbum de la banda, Outlaw Gentlemen & Shady Ladies, antes de incorporarse como miembro estable.

## Discografía

### Anthrax
| Fecha                    | Álbum                    | Discográfica      |
| ------------------------ | ------------------------ | ----------------- |
| 6 de mayo de 2003        | We've Come for You All   | Sanctuary Records |
| 23 de noviembre de 2004  | The Greater of Two Evils | Nuclear Blast     |
| 13 de septiembre de 2011 | Worship Music            | Megaforce Records |

### Boiler Room
| Año  | Álbum         | Discográfica                 |
| ---- | ------------- | ---------------------------- |
| 2000 | Can't Breathe | Tommy Boy/Roadrunner Records |

### The Damned Things
| Año  | Álbum      | Discográfica    |
| ---- | ---------- | --------------- |
| 2010 | Ironiclast | Mercury Records |

### Volbeat
| Año  | Álbum                           | Discográfica      |
| ---- | ------------------------------- | ----------------- |
| 2013 | Outlaw Gentlemen & Shady Ladies | Vertigo/Universal |
| 2016 | Seal The Deal & Let's Boogie    | Vertigo Records   |
| 2019 | Rewind, Replay, Rebond          | Vertigo Records   |

### Álbumes en Directo
- Music of Mass Destruction (2004)